# Vermont/I-105 (Metro de Los Ángeles)
Vermont/Athens es una estación en la línea C del Metro de Los Ángeles y es administrada por la Autoridad de Transporte Metropolitano del Condado de Los Ángeles. La estación se encuentra localizada en la Avenida Vermont en la comunidad de Athens en Los Ángeles, California.

## Conexiones de autobuses
- Metro Local: 204, 206, 209
- Metro Rapid: 754
- Gardena Transit: 2